# CCTV-13
CCTV-13(CCTV-13 新闻, 중국어: 中国中央电视台新闻频道)은 중국중앙텔레비전의 텔레비전 채널 중 하나이다.

## 같이 보기
- CGTN (텔레비전 채널)